# セーチェーニ・イシュトヴァーン

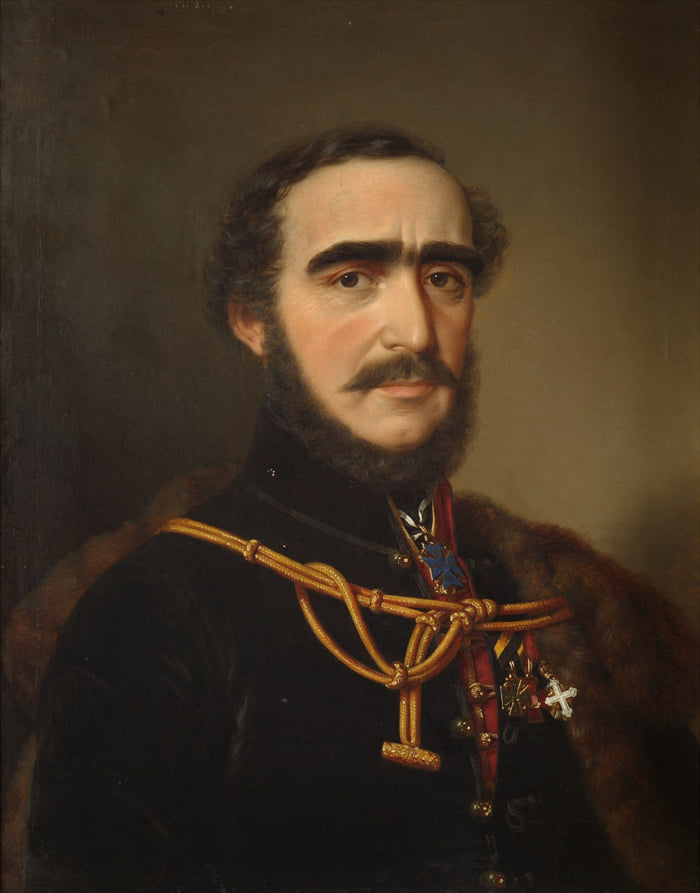
セーチェーニ・イシュトヴァーン

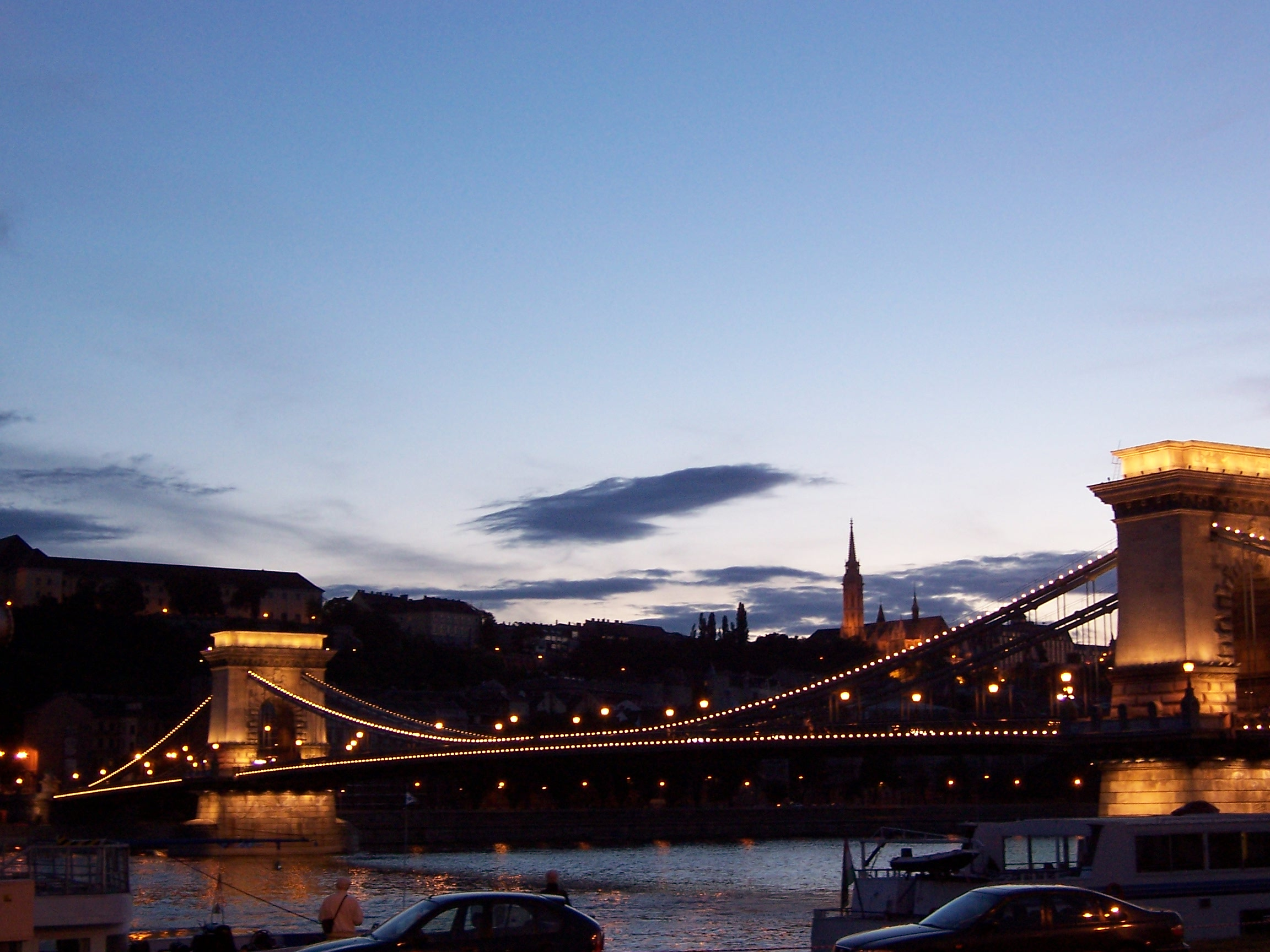
セーチェーニ鎖橋

セーチェーニ・イシュトヴァーン（ハンガリー語: Széchenyi István ハンガリー語発音: [ˈse̝ːʧe̝ːɲiˌiʃtvɑ̈ːn], 1791年9月21日 - 1860年4月8日）は、19世紀前半に活躍したハンガリーの自由主義貴族。政治家。
ブダペストを代表する観光名所であるセーチェーニ鎖橋は、彼の名をとって付けられたものである。息子はセーチェーニ・ベーラ（Széchenyi Béla）とセーチェーニ・エデン（Széchenyi Ödön）ら。

## 生涯
国立セーチェーニ図書館の生みの親として知られているセーチェーニ・フェレンツ伯の3男として生まれた。彼の家庭はハンガリー語が日常語ではなく、ドイツ語を使用していた。
ナポレオン戦争にも参加している。一時は青年期に放蕩生活を続けるが、やがてハンガリーへの民族愛にかられ、ハンガリーの近代化に力を注ぐようになる。ハンガリー科学アカデミーの創設に理念、資金面で全面的に協力した。
改革のモデルとしてイギリスを想定し、1830年に著した『信用』において、封建的諸制度の撤廃を含む改革案を示した。しかし、反ハプスブルクの立場にたちハンガリー独立を掲げるコシュート・ラヨシュら急進派とは見解は一致しなかった。
1848年革命の際、一時的に樹立されたバッチャーニ・ラヨシュ率いる革命政府に入閣するが、革命側が劣勢になると発狂し、精神病となり辞職する。1860年に精神病が原因で自殺した。